# 豊橋市自然史博物館
豊橋市自然史博物館（とよはしししぜんしはくぶつかん）は、豊橋市豊橋総合動植物公園内にある自然史系博物館。地球誕生から現在にいたる生物の進化と、郷土の自然について学べる。エドモントサウルスの実物1体を含む12体の恐竜全身骨格が見られる。

## 概要
1983年に豊橋市はアメリカのデンバー自然史博物館（現：デンバー自然科学博物館（en））と友好提携を結び、植物食恐竜、エドモントサウルス・アネクテンスの化石を購入した。それを目玉展示物として市制施行80周年記念事業として自然史博物館が建設され、1988年に開館した。建物は、昭和63年度「第20回中部建築賞」を受賞している。1992年に自然史博物館、動物園、遊園地の敷地・設備が整備され、全体として豊橋総合動植物公園となった。
展示において高いところは大人向け、低いところは子供向けの展示を行う「二段展示」が取り入れられている。
附属施設として、石巻山の中腹に豊橋市石巻自然科学資料館がある。

## 施設
常設展示として古生代展示室、中生代展示室、エドモントサウルス展示室、新生代展示室、ガラパゴス物語展示室、郷土の自然展示室がある。特別企画展示室では、年に1回の特別企画展が開催されるほか、それ以外の期間は大型映像が上映される。博物館前の広場は野外恐竜ランドとなっており、実物大の恐竜模型が10体ある。
2018年には大型映像シアターを日本最大級の幅約18ｍ、高さ約10ｍの巨大スクリーンに改装し、東海地方初となる最新鋭のシステムによる3D映像の4K映像作品や、2D版でも明るく、くっきりとした映像での上映を開始している。

## 資料
古生物部門67,849点、岩石・鉱物部門8,853点、植物部門34,336点、動物部門442,376点を収集保管している（2020年3月31日現在）。

## 交通アクセス
- JR東海道本線二川駅（豊橋総合動植物公園東門まで徒歩約6分）
- 国道1号動植物園入口交差点（豊橋市大岩町）より南へ 駐車場（1,650台、普通車200円）
- 豊橋市中心部からは約6キロで車で10分、浜松市中心部からは約35キロで車で50分

## 画像

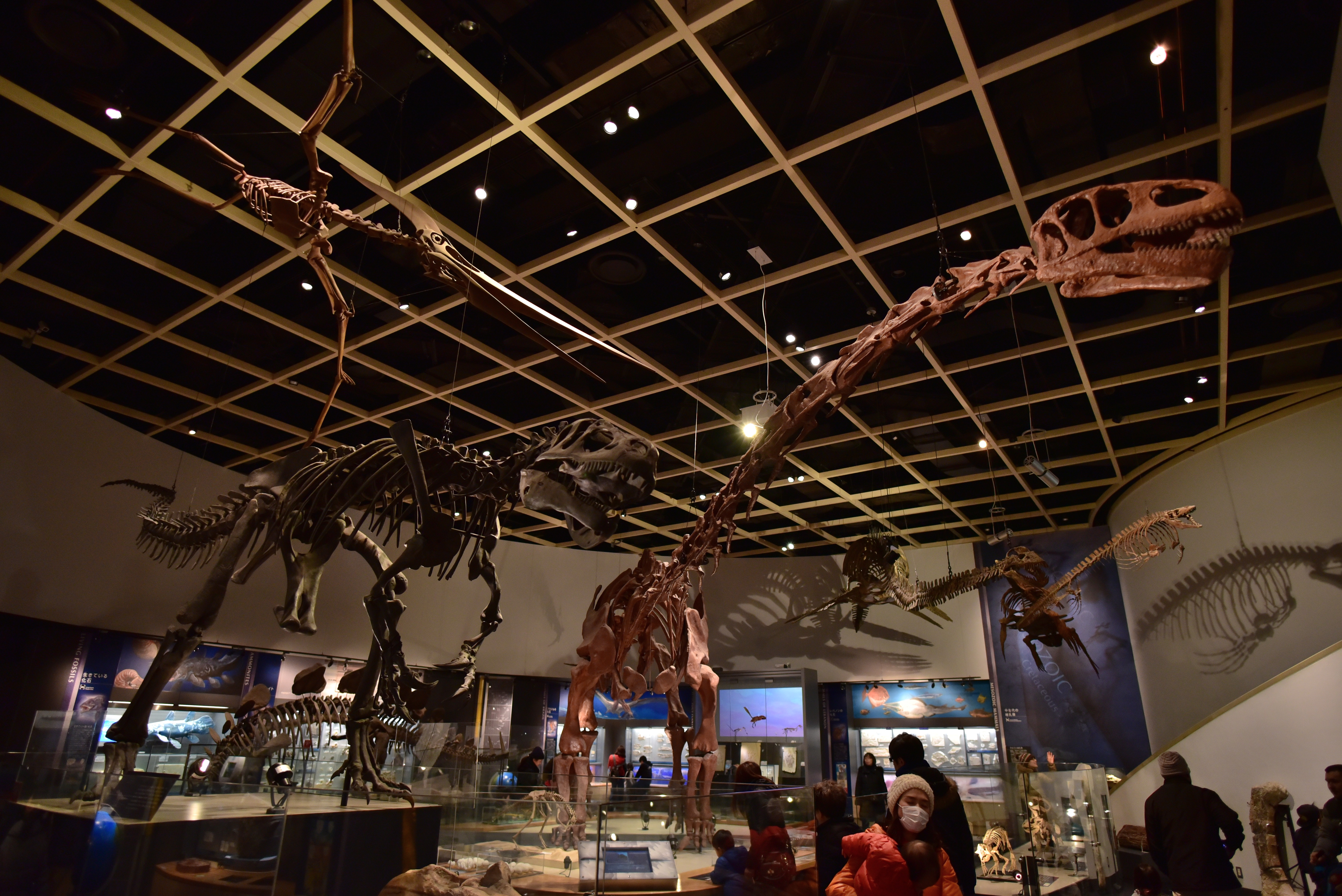
自然史博物館 恐竜骨格